# 国外就労者情報援護センター
国外就労者情報援護センター（こくがいしゅうろうしゃじょうほうえんごセンター、葡語: Centro de Informação e Apoio ao Trabalhador no Exterior、略称: CIATE）は、ブラジルに在住する日系人およびその配偶者が日本で働く際に必要な情報提供と相談支援を行う非営利団体。1992年に設立され、日本の厚生労働省の委託を受けて運営されている。日本では日伯雇用サービスセンターとも呼称されている。

## 設立と沿革
CIATEは1990年の入管法改正により日系三世の単純労働が解禁されたことを背景に、仲介ブローカーによるトラブル防止を目的として1992年に設立された。日本とブラジルの両政府が協力し、日系人の安全な就労支援のために設けられた。

## 目的と業務内容
- 相談業務 - 求人情報、日本の文化・習慣、労働法制、社会保険・年金制度に関する相談を提供し、電子メールなどによるオンライン相談にも対応している[5]。
- 公的就労経路の紹介 - ブラジル国内の正規ルートを通じてハローワークなどの公的機関と連携し、トラブル防止を図っている[6]。
- 日本語教育 - 日本での生活に備えるため、日本語講座や文化講座を開講している[7]。
- 国際シンポジウムの主催 - 日本で働く日系人（特に三世・四世）の課題について議論する国際シンポジウムを開催し、報告書を公開している[8]。

## 組織と運営体制
CIATEはブラジルの日系団体が主体となり運営され、日本の厚生労働省が委託した専門職員（専務理事など）が現地で実務を担当する。相談件数増加に伴い、弁護士資格を持つ職員や相談スタッフを配置し、法的支援体制を強化している。

## 所在地
- 住所：Rua São Joaquim 381, 1° andar, sala 11, Liberdade, São Paulo – SP, CEP 01508‑900, Brazil[8]
- 電話：+55-11-3207-9014
- FAX：+55-11-3209-1982

## 関連事業・活動
- 日系四世の在留資格制度や在日ブラジル人子弟の教育問題についての政策提言
- 日本およびブラジルでの国際会議やシンポジウムの開催